# Caso de asesinato de Langley Hawkins
En mayo de 1920, el colono europeo blanco Langley Hawkins descubrió que faltaba dinero y documentos en su casa en el condado de Kiambu en el Protectorado de África Oriental Británica. Llamó a un policía negro de la cercana Ruiru y ambos procedieron a golpear y torturar a tres de los empleados varones negros de Hawkins y a una mujer negra embarazada para extraer información relacionada con el robo. Uno de los empleados, Mucheru, murió durante la tortura y la mujer sufrió un aborto espontáneo.
El policía, Kisanda, se suicidó, pero Hawkins fue llevado a juicio por un cargo de asesinato y tres de lesiones graves. Un jurado compuesto exclusivamente por blancos emitió un veredicto de culpabilidad por daño grave y dos por cargos menores de daño simple. Hawkins recibió una sentencia de dos años de prisión, relativamente dura por los delitos por los que fue condenado, pero mucho menos de lo que se esperaría si Hawkins hubiera sido condenado por cargos más graves.
El caso fue uno de varios resultados similares que generaron preocupación en la Oficina Colonial Británica (Colonial Office) por la práctica generalizada de flagelación por parte de los colonos europeos en Kenia. Numerosos intentos de reforma finalmente vieron el reemplazo del Código Penal indio de la colonia y otras medidas para restringir la discreción permitida a los jurados y jueces en casos de asesinato y agresión.

## Incidente
Langley Hawkins era un colono, de ascendencia europea, en el condado de Kiambu del Protectorado de África Oriental Británica. El 5 de mayo de 1920 descubrió que faltaba dinero y documentos en su domicilio. Hawkins alertó a su estación de policía más cercana en Ruiru y se envió a un policía keniano negro, Kisanda. Hawkins y Kisanda detuvieron a tres de los empleados negros de Hawkins: Mucheru, Richu y Kamanyu.
Los tres hombres fueron posteriormente interrogados, golpeados y torturados por Kisanda, a veces asistido por Hawkins. La tortura incluía aplastarles los dedos con un tornillo de banco. Una mujer negra embarazada también fue golpeada por Hawkins, en un intento de extraer información. La mujer luego sufrió un aborto espontáneo. El 8 de mayo, Mucheru murió.

## Juicio
El caso fue ampliamente informado en la prensa local y se recaudó una suscripción entre los colonos europeos para cubrir el costo de un juicio. El caso fue llevado ante el Tribunal Superior en agosto de 1920 en Nairobi bajo la dirección del juez Thomas Doveton Maxwell. Hawkins fue acusado de un cargo de asesinato y tres de lesiones graves. Kisanda se había suicidado antes de que comenzara el caso, aparentemente movido a ello por arrepentimiento y miedo sobre su futuro.
Kenia en ese momento, inusualmente para un territorio británico en África, operaba bajo el Código Penal de la India. Esto permitió una escala móvil de cargos por homicidio y agresión. Para probar un cargo de asesinato, el código requería que el jurado estuviera seguro de que hubo una intención de matar, de causar lesiones «suficientes en el curso ordinario de la naturaleza para causar la muerte» o que una persona razonable llegaría a la conclusión de que era probable que las lesiones causadas resultaran en la muerte. Para el homicidio sin premeditación se requería la misma prueba, aunque sin intención de matar. El daño grave era un acto de daño físico que ponía en peligro la vida y el daño simple era un cargo menor, el de causar intencionalmente cualquier dolor.
Durante el juicio, Maxwell describió las acciones de Hawkins como «una brutalidad absolutamente despiadada e insensible». Sin embargo, el jurado exclusivamente europeo y masculino emitió veredictos de culpabilidad solo por un cargo de daño grave y dos de daño simple. Maxwell señaló en su resumen que la evidencia contra Hawkins podría haber sido más condenatoria si Kisanda hubiera sobrevivido para testificar. Tal vez teniendo en cuenta las críticas recientes de la prensa y la Colonial Office por sentencias indulgentes en casos similares, como el caso de asesinato de Watts y Betchart de 1918 por el cual los hombres recibieron solo una multa por una condena por daño grave, Maxwell impuso una sentencia de prisión.  Impuso dos penas de cárcel concurrentes, lo que equivale a una sentencia total de dos años de prisión «rigurosa».

## Secuelas
El caso Hawkins y casos similares como el de Watts y Betchart en 1918 y el de Jasper Abraham en 1923 generaron preocupación en Londres por la práctica generalizada en Kenia de que los europeos azoten a sus empleados negros. Sucesivos secretarios de Estado para las Colonias escribieron a los gobernadores coloniales de Kenia para intentar restringir la práctica, sin éxito ya que los gobernadores se pusieron del lado de los colonos. El Devonshire White Paper de 1923 ordenó que los intereses de los kenianos negros se colocaran por encima de los de los colonos europeos, pero tuvo poco efecto práctico.
Finalmente, la reforma legal se logró con la presión de la Colonial Office. El Código Penal de la India fue reemplazado en 1930 y se eliminó su tratamiento peculiar de los cargos de asesinato y agresión, lo que redujo el margen de los jurados para mostrar indulgencia con los hombres acusados de asesinato. Las reformas posteriores del gobernador Sir Joseph Byrne, que lo hicieron impopular entre la población europea, redujeron la discreción disponible para los jueces al dictar sentencia. La opinión pública europea en la colonia se mantuvo firmemente a favor del trato duro a los kenianos negros durante décadas.